# Salcha
Salcha és una concentració de població designada pel cens dels Estats Units a l'estat d'Alaska. Segons el cens del 2000 tenia 854 habitants.

## Demografia
Segons el cens del 2000, Salcha tenia 854 habitants, 317 habitatges, i 224 famílies La densitat de població era de 4,6 habitants/km².
Dels 317 habitatges en un 36% hi vivien nens de menys de 18 anys, en un 59,3% hi vivien parelles casades, en un 8,2% dones solteres, i en un 29,3% no eren unitats familiars. En el 21,5% dels habitatges hi vivien persones soles el 3,5% de les quals corresponia a persones de 65 anys o més que vivien soles. El nombre mitjà de persones vivint en cada habitatge era de 2,69 i el nombre mitjà de persones que vivien en cada família era de 3,16.
Per edats la població es repartia de la següent manera: un 29,6% tenia menys de 18 anys, un 5,9% entre 18 i 24, un 29,6% entre 25 i 44, un 28,6% de 45 a 60 i un 6,3% 65 anys o més.
L'edat mediana era de 38 anys. Per cada 100 dones de 18 o més anys hi havia 115,4 homes.
La renda mediana per habitatge era de 54.063 $ i la renda mediana per família de 61.563 $. Els homes tenien una renda mediana de 42.863 $ mentre que les dones 26.071 $. La renda per capita de la població era de 22.616 $. Cap de les famílies i el 3,9% de la població estaven per davall del llindar de pobresa.

## Poblacions més properes
El següent diagrama mostra les poblacions més properes.